# فدریکو فلینی
فدریکو فلینی (ایتالیایی: Federico Fellini؛ زاده ۲۰ ژانویه ۱۹۲۰ – درگذشته ۳۱ اکتبر ۱۹۹۳) فیلم‌نامه‌نویس و کارگردان فیلم ایتالیایی بود. وی یکی از نامداران سینمای ایتالیا است که برای شیوهٔ ویژه‌اش در آمیزش انگاره‌های رویاگون و فراهنگام بارز شده‌است. بهترین اثر وی، جاده نام دارد.

## زندگی
فدریکو فلینی در سال ۱۹۲۰ در خانواده‌ای متوسط در ریمینی زاده شد. پدرش، اوربانو فلینی، فروشندهٔ دوره‌گرد و کلی‌فروش بود و مادرش، آیدا باربیانی، زنی خانواده‌دوست و خانه‌دار بود. فدریکو از هنگام کودکی شیفتهٔ بازیگرانی بود که در نمایش بازی‌ها vaudeville و سیرک‌ها هنرنمایی می‌کردند. در آینده، یادهای این خاطرات بر فیلم‌هایش تأثیر بسیار گذاشت. همچنین آموزش او در دبستان دینی کاتولیک از دیگر عوامل مؤثر بر او بود که به فیلم‌هایش هوایی خرده گیر از کلیسا و با این همه احساسی سرشار از معنویت می‌بخشید.
دربارهٔ ریمینی فلینی نوشته: «ریمینی آب و هوای عجیبی دارد؛ باد و بوران و مه و باران‌های ناگهانی از ویژگی‌های آب و هوای آنجاست. مردمش خرافاتی و متعصب هستند. با آداب و رسومی عجیب و تشریفات و سنن مذهبی باشکوه که فراوان در آنجا اجرا می‌شود.
علاوه بر این‌ها، شهر دارای حالتی بسیار اسرارآمیز است. همه جای شهر علایم تاریخ بیزانتن به چشم می‌خورد و آن‌سوی آب‌ها، سواحل ابری، دریای مرموز و خانه‌های سنگی واقع شده‌است و آن‌ها که بیوگرافی فلینی را می‌نویسند، جوان کنجکاو جستجوگری را به ما می‌شناسانند که در امتداد ساحل قدم می‌زند، در میخانه‌ها شراب می‌نوشد و ساعت‌ها در ایستگاه راه‌آهن مسافران را به نظاره می‌نشیند. گاهی برای مجلات کاریکاتور می‌کشد. زمانی دلقک سیرک می‌شود و هر از گاه داستان‌های بی شرمانه را در مجلات به چاپ می‌رساند.»
وی پس از زمانی کوتاه که به گزارشگری تبه کاری‌های شهر می‌پرداخت، در ششم فوریه ۱۹۳۸، نخستین کاریکاتور خویش را در روزنامهٔ دومینیکا دل کوریه به چاپ رساند. در همان سال از زادگاهش به سوی فلورانس و رم رهسپار می‌شود.
همکاری او با سینما، با نوشتن طنزهایی برای هنرپیشه‌ای به نام آلدو فابریزی آغاز شد. در ۱۹۴۳ با جولیتا ماسینا ازدواج کرد. جولیتا در چندین فیلم او بازی کرد و فلینی او را والاترین الهام‌دهنده هنری خویش نامیده‌است.

### فیلم‌های سبک نئورئالیستی
در ۱۹۴۵ فابریزی فلینی را به کارگردان نامدار و ارجمند روبرتو روسلینی معرفی کرد. روسلینی او را در نوشتن فیلمنامه‌ای از کارزار سربازان زیرزمینی ایتالیا در برابر نیروهای آلمان نازی، به نام رم شهر بی‌دفاع به یاری گرفت و هم‌چنین او را به سمت دستیار کارگردانی انتخاب کرد. این فیلم از آثار شاخص سبک نئورئالیسم محسوب می‌شود.
در ۱۹۴۸ روبرتو روسلینی فیلم «شیدایی» را کارگردانی کرد که بخشی از آن بر پایه داستانی از فلینی به نام معجزه بود. معجزه دربارهٔ زنی روستایی (به بازیگری آنا مانیانی) است که می‌پندارد ولگردی که او را آبستن کرده (به بازیگری فلینی)، سنت جوزف است و این سرنوشت اوست که عیسی را بزاید و به جهان آورد. معجزه از نگاه سبک‌شناختی فیلمی نئورئالیستی و ساختهٔ روسیلینی است اما در آن اثر سبک رازناک فلینی مشخص است.
در سال ۱۹۵۱ با راهنمایی آلبرتو لاچودا، فلینی نخستین کار سینمایی خود به نام روشنایی‌های واریته را کارگردانی کرد. این فیلم بررسی فشردهٔ درونی از زندگی بازیگران یک نمایش است که آن را می‌توان مقدمه‌ای شگرف از شاهکارهای آینده او، با تأکید بر انگاره‌هایی چون ماتم و تنهایی و افسردگی به‌شمار آورد.
فلینی در سال ۱۹۵۲ شیخ سفید را کارگردانی کرد که در آن جهان پوشالی و کم‌ژرفای ستارگان سینما را با تلخی به تصویر می‌کشد. گرچه این دو فیلم نخست او تماشاگران چندانی نداشتند اما فیلم بعدی او ولگردها با ستایش فراوانی روبرو شد. فلینی در این فیلم دیدگاه خویش را به جهان دل‌زده، سرخورده و نابهنجار مردم، طبقه متوسط، شهرهای کوچک گسترش می‌دهد تا رفتار آسیب‌زای جوانان آفت‌زده را ریشه‌کاوی کند.
فیلم‌های نخستین فلینی آشکارا در مایهٔ نئورئالیستی کار شده‌اند، با وجود این از همان آغاز دلبستگی و مهر او به شخصیت‌های نابخرد و لولی‌وش مشخص است و می‌توان مدعی شد که شیفتگی او به بیهودگی، کژهودگی و سبکسری نشان از سبک ویژهٔ او دارند.

پوستر فیلم آمارکود

### فیلم‌های سبک ویژه
پس از فیلم کوتاه «بنگاه زناشویی» در سال ۱۹۵۳، فلینی فیلم جاده را در ۱۹۵۴ کارگردانی نمود که ستایش جهانی را برای او، به عنوان یکی از برترین کارگردان‌های سال‌های پس از جنگ دوم جهانی به ارمغان آورد و جایزهٔ اسکار را برای بهترین فیلم غیر آمریکایی دریافت نمود. این فیلم بیاد ماندنی و تکان‌دهنده، داستان دختر جوان پاک و ساده‌ای (جولیتا ماسینا) را روایت می‌کند که از سوی خانواده‌اش به گروهی از مردان نیرومند درشت‌خوی بازیگر سیرک فروخته می‌شود. این فیلم با به‌کارگیری صحنه‌های سوررئال از سبک نئورئالیسم فاصله می‌گیرد. «جاده» در سبک نمادین فلینی پیام‌آور رهسپاری دو دلباختهٔ همراه و ناهموار به سوی رستاخیزشان بود. موسیقی متن فیلم را نینو روتا ساخته‌است که بر اثرگذاری این فیلم نقش مؤثری دارد. همکاری روتا با فلینی تا هنگام مرگ روتا در ۱۹۷۹ ادامه داشت.
در ۱۹۵۵، فلینی «کلاه‌بردار» را ساخت که اگرچه ژرفای اندیشار «جاده» را نداشت، ولی از پرداختی استادانه بهره می‌برد و داستان گروهی از خرده کلاه‌برداران را روایت می‌کند.
شب‌های کابیریا داستان افسون‌کنندهٔ زندگی یک روسپی (با بازی جولیتا ماسینا) بود که فلینی را به عنوان کارگردانی واقع‌گرا و احساساتی معرفی کرد.
در آغاز دههٔ ۱۹۶۰، فلینی دو شاهکار سینمایی خویش "زندگی شیرین"، و "هشت و نیم" ۸۱/۲ را به همراه کار کوتاه خویش در "بوکاچو ۷۰"، آفرید. "زندگی شیرین"، ساخته شده در ۱۹۶۰، فیلمی سه ساعته است که چشم‌انداز گسترده‌ای از زندگی جامعهٔ ایتالیایی را از دید یک روزنامه‌نگار (با بازی مارچلو ماسترویانی) نشان می‌داد. در این فیلم فلینی با به‌کارگیری نمادهای دینی از دیدگاه ژزویتها، آزردگی‌های جنسی، بی‌شرمانگی و آدمک‌های دیوگون، دلبستگی خویش را به این‌گونه داستان‌سرایی آشکار ساخت.
او در اپیزود کوتاهش در "بوکاچو ۷۰" (ساخته ۱۹۶۲) گره‌های روانی و پنداشت‌های تن‌گرای مردی میانسال را به تصویر کشید و این پیش‌درآمد شاهکار ارزنده‌اش، "هشت و نیم"، ساخته شده در ۱۹۶۳ بود که در آن فلینی، زیرکانه مشکل خود را در گزینش موضوعی برای فیلم تازه‌اش به فیلم برمی‌گرداند و بنابراین دستمایه "هشت و نیم" پژوهش در مشکل کارگردانی مشهور است که نمی‌داند برای فیلم آیندهٔ خود چه موضوعی را برگزیند. مارچلو ماسترویانی در نقش کارگردان، بازیگر نخست این فیلم بود. نام "هشت و نیم" گواه آن بود که تا آن هنگام فلینی هفت و نیم فیلم ساخته بود و این تازه‌ترین فیلم شمارهٔ هشت و نیم بود- پیداست که او فیلم‌های کوتاهش را نیمه فیلم در می‌شمرد. هشت و نیم برای فلینی اسکار دیگری را به ارمغان آورد.

نخستین فیلم رنگی فلینی، جولیتای ارواح، در سال ۱۹۶۵ تلاشی بود پیشرفته در هنگام و از این روی ارج ناگرفته. این فیلم به پژوهش در زندگی همسرش، جولیتا ماسینا، می‌پردازد که در این هنگام از اوج هنری به پایین افتاده و با سختی‌هایی در زندگی گریبان‌گیر است. جولیتا ماسینا خود نقش اول فیلم را بازی می‌کند. فلینی در این فیلم برداشتی فمینیستی دارد ولی منتقدان فیلم بر درونگرایی او خرده گرفتند و از این فیلم استقبال چندانی نکردند.
«ساتیریکون فلینی»، ساخته شده در ۱۹۶۹، را بسیاری از منتقدان سینما اوج کار او می‌دانند. ساتیریکون فلینی اقتباسی از داستانی به همین نام، از تیتوس پترونیوس آربیتر است. واژهٔ ساتیریکون، لغت لاتینیزه Satyr به معنای دیر شهوت‌ران است و اگر همین Satyr را به صورت Satiric بنویسیم، معنایش اثر هجوآلود و انتقادی خواهد بود و ساتیریکون فلینی واجد این هر دو معناست. در «ساتیریکون» و «جولیتای اشباح»، فلینی از داستان‌گویی درمسیری مستقیم سر باز زد. به ویژه ساتیریکون، آمیزه‌ای است در هم از انگاره‌های مالیخولیایی. سرشار از انگارهای زشت و اندام‌های برهنه در دشوارگی با زیبایی. او این شیوه را، که تهی از زیبایی چشم‌اندازهای فیلم‌های پیشین‌اش بود، در دو فیلم دیگر خود، «دلقک‌ها» در ۱۹۷۰ و رم فلینی در ۱۹۷۲ نیز پیگیری کرد.
بیاد می‌آرم (Amarcord) فرجام فیلم‌های ارزندهٔ او بود که نشان از بازگشت او به طبیعت مردمی و دوستی بود. او در این فیلم با مهربانی ریمینی، روزگاران خردسالی را یاد می‌کند و همهٔ فیلم از نوشخندی سازگار و آسوده پربارست. این فیلم جایزه اسکاری دیگر را به عنوان بهترین فیلم بیگانه دریافت می‌کند.

### فیلم‌های افت
پس از «بیاد می‌آرم»، فیلم‌های فلینی آن تازگی و طراوت پیشین را نداشت. منتقدان، فیلم‌های او را به خود شیفته و سرد می‌یافتند و چنین می‌نمود که او دیگر چیزی برای گفتن نداشت. «کازانوای فلینی»، ساخته شده در ۱۹۷۶، نمونهٔ بارزی از این رده بود. اگرچه فیلم بعدی او، «و کشتی به راهش ادامه می‌دهد»، ساخته شده در ۱۹۸۴ نیز همین کمبود را نشان می‌داد، با این همه هنوز یادمان شیفتگی او برای آفرینش هم‌آغوشی‌هایی پرچاشنی و رنگ‌آمیز برجای مانده بود. جینجر و فرد در ۱۹۸۶ با بازی ماسترویانی و مسینا در انگارهٔ دو رقاص پیر به همین گونه با خرده‌گیری رویاروی شد.

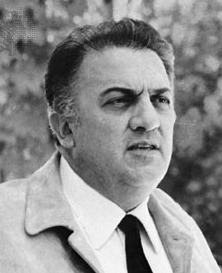
فدریکو فلینی

او در ۱۹۸۷ فیلم مصاحبه را چون کارنامهٔ هنری خویش به فیلم آورد. «مصاحبه» فیلمی در درون فیلم بود که یادآور کارهای گذشته او بود. در همان هنگام که بر پایهٔ داستان فیلم، فلینی بر آن است که آمریکای کافکا را به پرده آورد، یک گروه فیلم‌ساز ژاپنی از هر جنبش او فیلم می‌گیرند. این ساختار به او پروا می‌دهد تا با هوایی اندوهناک گذشته‌ها را به یاد آورد و به داوری کارهایش بنشیند.
«آوای ماه» در ۱۹۹۰، آخرین فیلم او بود که بر پایه‌های داوری منتقدان سوررئال‌ترین فیلم او است، که سرشار از یادمان‌های غریب و پراندوه و اندیشه رهایی در انتهای زندگی است. فلینی در ۱۹۹۳ جایزه اسکار را برای دستاوردهای زندگی سینمایی‌اش دریافت نمود. در پایان همان سال بر اثر ایست قلبی درگذشت.

## داوری
فیلم‌های فلینی به سبب ترکیب بی‌نظیرشان از خاطرات، رؤیاها، فانتزی‌ها و امیال مورد ستایش قرار گرفته‌اند.
فیلم‌های او سرشارند از حسی ناب که زمینه‌شان با تابانی درخشان و هشیاری و خردی آشکار هماهنگ است.
شاهکارهای فلینی در دهه‌های ۱۹۵۰ تا نخستین سال‌های ۱۹۷۰ مورد استقبال قرار گرفتند و او به عنوان سینماگری نوآور و خلاق شناخته شد.

## فیلم‌شناسی
| سال  | نام فیلم                                  | عنوان ایتالیایی                 |
| ---- | ----------------------------------------- | ------------------------------- |
| ۱۹۵۱ | روشنایی‌های واریته (اولین فیلم بلند فلینی) | Luci del varietà                |
| ۱۹۵۲ | شیخ سفید                                  | Lo Sceicco Bianco               |
| ۱۹۵۳ | ولگردها                                   | I Vitelloni                     |
| ۱۹۵۴ | جاده                                      | La strada                       |
| ۱۹۵۵ | کلاهبردار                                 | il bidone                       |
| ۱۹۵۷ | شب‌های کابیریا                             | Le Notti di Cabiria             |
| ۱۹۶۰ | زندگی شیرین                               | La Dolce Vita                   |
| ۱۹۶۲ | بوکاچو ۷۰                                 | Boccaccio '70                   |
| ۱۹۶۳ | هشت و نیم                                 | Otto e mezzo                    |
| ۱۹۶۵ | جولیتای ارواح                             | Giulietta a Degli Spiriti       |
| ۱۹۶۸ | ارواح مردگان                              | Tre passi nel delirio           |
| ۱۹۶۹ | ساتیریکون فلینی                           | Fellini Satyricon               |
| ۱۹۷۰ | دلقک‌ها                                    | I Clowns                        |
| ۱۹۷۲ | رم                                        | Roma                            |
| ۱۹۷۳ | آمارکورد                                  | Amarcord                        |
| ۱۹۷۶ | کازانووای فلینی                           | Il Casanova di Federico Fellini |
| ۱۹۷۸ | تمرین ارکستر                              | Prova d'orchestra               |
| ۱۹۸۰ | شهر زنان                                  | La città delle donne            |
| ۱۹۸۴ | و کشتی به راهش ادامه می‌دهد                | And the Ship Sails On           |
| ۱۹۸۶ | جینجر و فرد                               | Ginger e Fred                   |
| ۱۹۸۷ | مصاحبه                                    | Intervista                      |
| ۱۹۹۰ | صدای ماه                                  | Voice of the Moon               |